# MariaDB
MariaDB je sistem za upravljanje bazama podataka nastao kao derivat MySQL-a. Ključni čovek zadužen za razvoj MariaDB-a je Monty Widenius, osnivač MySQL-a.
Cilj kreiranja je obezbediti stabilnu i uvek slobodnu verziju MySQL-a koja je, sa korisničkog nivoa, potpuno kompatibilna sa glavnom verzijom.
U većini slučajeva, MariaDB će raditi potpuno isto kao i MySQL: sve komande, interfejsi, biblioteke i API-ji koji postoje u MySQL-u takođe egzistiraju i u MariaDB-u.
Trenutno, najveće razlike između MariaDB 5.1 i MySQL-a 5.1 su:
- Maria storage engine je uključen
- PBXT storage engine je uključen
- XtraDB storage engine je uključen
- FederatedX storage engine je uključen
- Brže izvršavanje kompleksnijih upita
- Ispravljeno više bug-ova
- Unapređenja u brzini
- Razna proširenja (nove startup opcije ...)
- Proširena statistika logova sporih upita

S obzirom na činjenicu da je MySQL (baš kao i MyISAM) dobio ime po Montijevoj prvoj kćeri Maj i MaxDB po njegovim sinu Maksu, MariaDB nastavlja tu tradiciju i nosi ime njegove najmlađe kćeri.

## Spoljašnje veze
- MariaDB